# Taiwanroodkeelniltava
De taiwanroodkeelniltava (Niltava vivida) is een zangvogel uit de familie Muscicapidae (vliegenvangers).

## Kenmerken

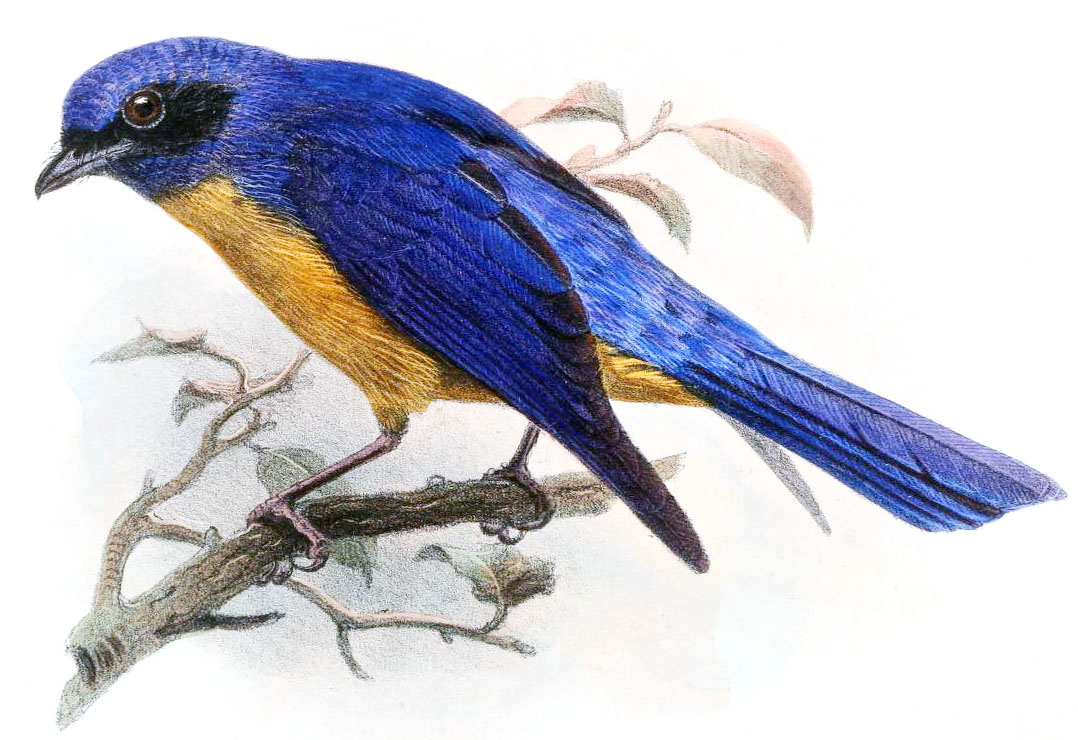
Illustratie gemaakt door Joseph Wolf

De vogel is 18 cm lang en lijkt sterk op de Chinese roodkeelniltava (N. oatesi) die gemiddeld iets groter is. Het mannetje is van boven paarsblauw en helder oranje-rood van onder. Het "gezicht", de keel en de vleugelpennen zijn zwart, evenals de snavel en de poten. Het vrouwtje is olijfkleurig bruin, van boven donkerder dan van onder.

## Verspreiding en leefgebied
De vogel is endemisch op het eiland Taiwan. De leefgebieden liggen in (sub-)tropisch bos op hellingen tussen de 900 en 2600 meter boven zeeniveu.

## Status
Het is geen bedreigde diersoort, maar de populatie-aantallen gaan wel achteruit.